# 七尾城

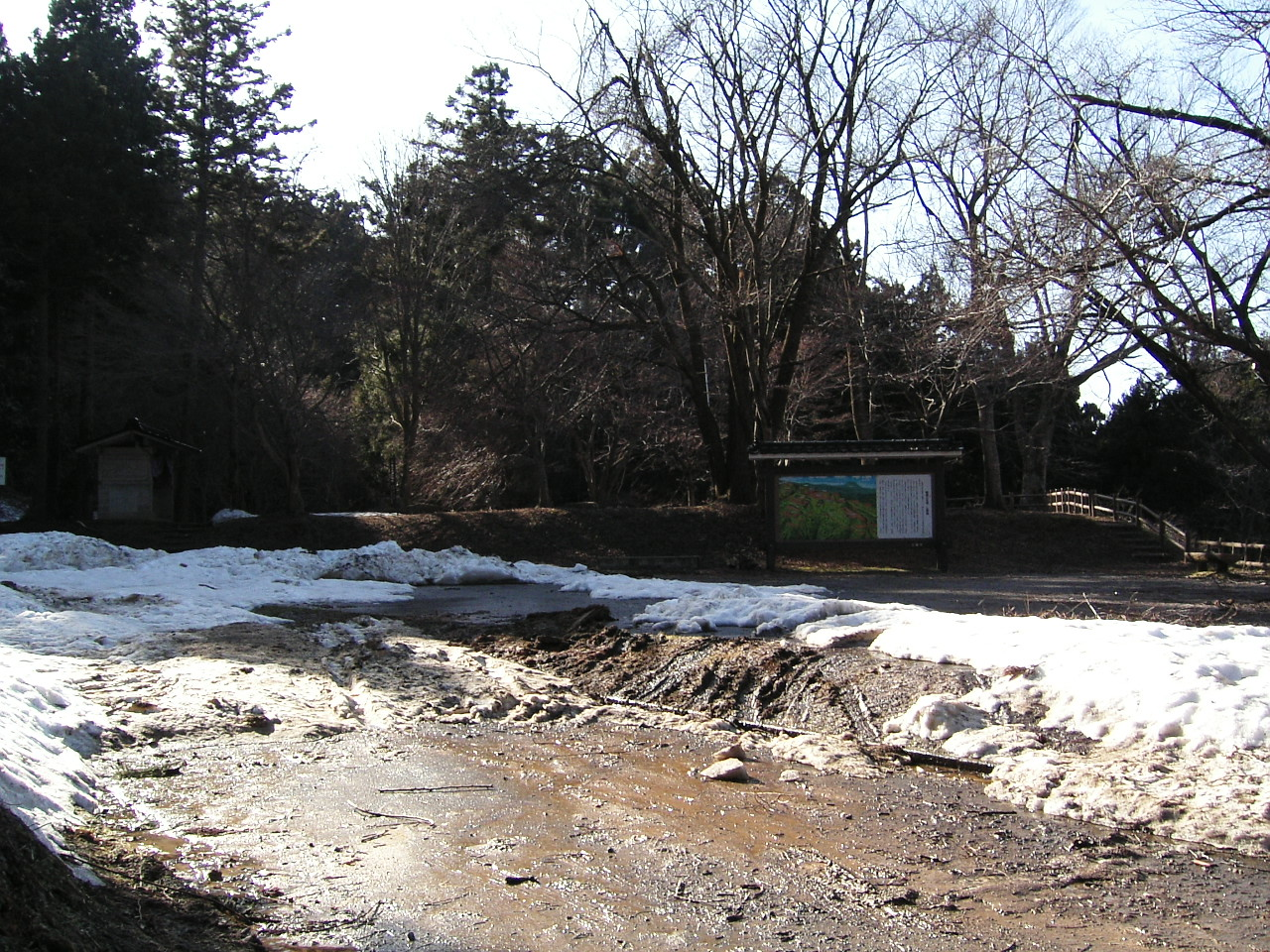
七尾城跡入口

七尾城（ななおじょう）は、能登国鹿島郡七尾（現・石川県七尾市古城町）にあった日本の城。室町時代から戦国時代にかけての山城跡で、国の史跡に指定されている。能登畠山氏によって拡張され、最終的には南北2.5キロメートル、東西1キロメートルにも及ぶ巨大な城となった。

## 概要
七尾湾が一望できる、石動山系北端の標高300mほどの尾根上（通称「城山」）にあり、その尾根から枝分かれする行く筋もの大小の尾根にも無数の砦を配置した大規模な山城である。「七尾」という名は「七つの尾根」（松尾・竹尾・梅尾・菊尾・亀尾・虎尾・龍尾）から由来されるという。別名として「松尾城」あるいは「末尾城」と記した資料も残る。これは城が七つの尾根のうち松尾に築かれたためである。いずれも尾根づたいに配された曲輪を連想させる。
尾根に連なる畠山氏とその重臣の遊佐氏、長氏の屋敷を中心とする曲輪群に加えて、斜面にはその家臣の屋敷が、麓には城下町があり、城下町は惣構えや砦で守られていた。城郭考古学者の千田嘉博は、七尾城下町遺跡の規模と保存状況の良さは越前朝倉氏の一乗谷遺跡（福井県）に匹敵すると評価している。

## 歴史・沿革

### 室町時代・安土桃山時代
室町幕府三管領家の一角を占める畠山氏のうち、七尾畠山氏の初代当主で能登国守護の畠山満慶が正長年間（1428年～1429年）頃にこの地に築いたと思われる。当時の七尾城は砦程度の規模と見られ、行政府である守護所も府中（現在の七尾市街地の府中町）に置かれていた。次第に拡張、増強され、以後約150年間にわたって領国支配の本拠となり、第五代当主である畠山慶致の頃には守護所も府中（七尾城山の麓）から七尾城へと移されたという。その後、畠山義続・畠山義綱の頃に能登では戦乱が続いたために増築され、最大の縄張りとなったと言われる。山麓に城下町「千門万戸」が一里余りも連なり、山頂にそびえる七尾城の威容は「天宮」とまで称されたと記録に残っている。日本五大山城の一つに数えられるほど強固な城であった。
1576年（天正4年）に能登国に侵攻した上杉謙信に包囲され、攻防戦が始まった（七尾城の戦い）。謙信は、かつて人質（養子扱い）として差し出されていた上条政繁（畠山義春）を新たな畠山氏の当主として擁立し、かねてから乱れている能登の治安を回復するという大義名分の基に能登攻めを開始。七尾城は一年にわたって持ちこたえた。しかし、重臣同士の対立の末に擁立されていた若年の当主畠山春王丸が長続連、遊佐続光、温井景隆らの対立を収めることができず七尾城は孤立した。1577年（天正5年）9月15日、遊佐続光の内応により上杉軍が侵入し、徹底抗戦を主張した長氏一族は殺害された。謙信は9月26日、七尾城の改修を始め、自らも本丸に上って、七尾湾を望む絶景の素晴らしさを家臣への書状に記した。
また攻城戦で謙信が詠んだとされる漢詩『九月十三夜陣中作』は非常に有名であるが、実際にはこの詩は謙信作ではないといわれている。
謙信と対立する織田信長勢による七尾城救援は間に合わなかったが、直後に謙信が急死すると織田勢は北陸で反攻に転じた。越中国（現在の富山県）と能登国を繋ぐ要所である七尾城は、のちに織田方によって領され、城代として菅屋長頼が入って政務にあたった後に前田利家が入った。既に山城の時代ではなく、拠点を小丸山城に移したため、しばらく子の前田利政が城主となっていたが、豊臣政権下の1589年（天正17年）に廃城となった。

### 現代
2006年（平成18年）4月6日、日本100名城（34番）に選定された。日本五大山城の一つとされることもある。2024年（令和6年）1月1日に発生した令和6年能登半島地震により、本丸西側、二の丸東側、桜馬場の石垣が一部崩落する被害が発生した。

## 遺構

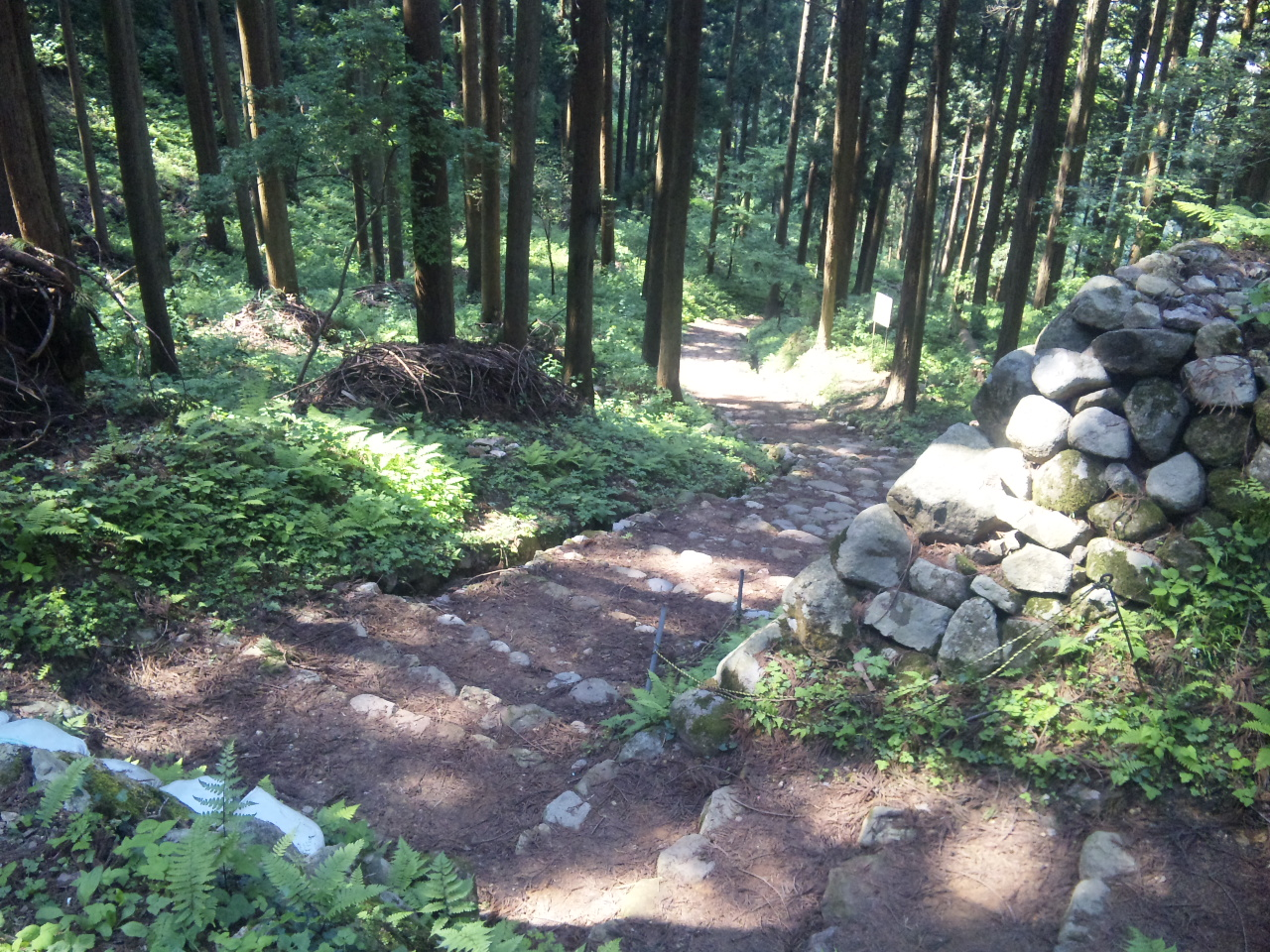
古道

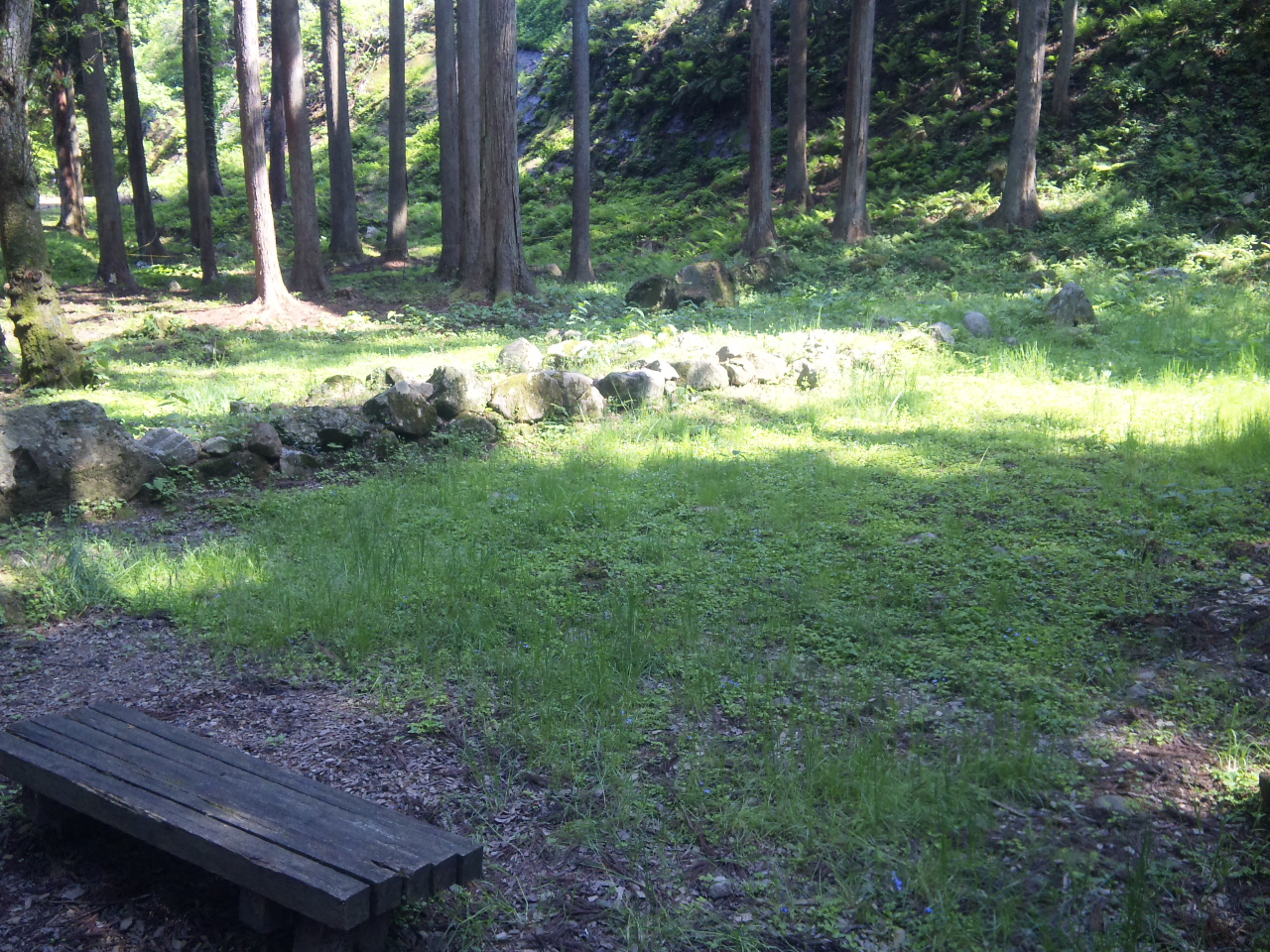
調度丸

前田利家が能登に在国したおり小丸山城に移ったため、現在の七尾市街地も小丸山付近にある。従って開発や災害などによる遺構の損失を逃れ、遺構が数多く残っている。低石垣を五段に積み重ねた本丸の石垣を中心に、各曲輪の石垣のほとんどが現存する。そのため、山城の歴史上重要な遺跡として、1934年（昭和9年）に、国の史跡に指定されている。このような遺跡は他には若狭の後瀬山城しかない。
2005年（平成17年）には地中レーダー探査による七尾城の遺構調査が行われ、そこで柱跡などの遺構が確認された。城門は、市内の西光寺に移築されたとされる。
七尾市教育委員会などが城山の樹木を伐開・剪定して、七尾市街や七尾湾、能登島、能登半島などの眺望が楽しめるようにしている。

### 曲輪
- 本丸 - 戦国期の山城に多い「野面積み」石垣が残る。
- 二の丸
- 三の丸
- 西の丸
- 調度丸 - 多数の出土品が発見（「調度丸跡」説明板）。
- 長屋敷
- 遊佐屋敷 - 最も本丸に近い重臣屋敷（「遊佐屋敷跡」案内板）。
- 温井屋敷
- 寺屋敷
- 桜の馬場 - 石垣が五段に組まれ、七尾城でも最大規模（「桜馬場跡」説明板）。

### 復元建造物・周辺施設など
本丸跡から能登半島と日本海がよく展望できる。畠山氏と上杉氏の家紋をあしらった「七尾城まつり」幟が建つ時がある。
謙信歌碑
本丸「国指定史跡 七尾城跡」にある上杉謙信の『九月十三夜』(｢霜は軍営に満ちて　秋気清し  数行の過雁　月三更  越山併せ得たり　能州の景  遮莫　家郷の　遠征を思うを｣) 石碑が余りにも有名だが、二の丸跡にも畠山義忠の「野も山も みなうつもるゝ 雪の中 しるしはかりの 杉の村立」など複数の歌碑が城址内に建つ。
樋の水（とよのみず）
袴腰から調度丸への道沿いにある城内の水源。涸れた事がないと伝わるが、2007年の能登沖地震で水量が激減。しかし2019年に水量が回復したことが確認されている。
城山神社
昭和17年に建立された。七尾城まつりも同じ年に始まり、途絶えることなく2023年9月に82回となる。
登山道
･大手道
･小松原道(通称:隠し道)
･多根道

七尾市によれば2030年までに大手町を復元する計画がある。

## 支城
能登守護の畠山氏は、鹿島郡（以前は能登郡）府中（現・七尾市府中）の守護館から七尾に拠点を移したため、付近のみならず郡外にも複数の支城を持った。昭和17年
- 熊木城（鹿島郡中島町谷内 ※現・七尾市）
- 黒滝城（珠洲市正院町川尻）
- 富来城（羽咋郡富来町）
- 城ヶ根山城（同上）
- 粟生城（羽咋市柳田町）
- 米山城（鳳至郡柳田村国光 ※現・能登町）

## 現地情報

### 所在地
- 石川県七尾市古府町、古屋敷町、竹町

### 交通アクセス
〈駅からの一般的なアクセス例〉
JR七尾駅→七尾城史資料館（タクシーまたは、市バス）
七尾城史資料館→七尾城（タクシーまたは、徒歩で登城〔60分程度のトレッキング〕※この区間の市バスはない）
▼七尾駅→七尾城史資料館
- 七尾駅（JR七尾線・のと鉄道七尾線）から「七尾城史資料館」まで徒歩60分、タクシー約15分。
- 市内循環バスまりん号東回り「七尾駅」バス停から「城史資料館前」バス停まで約13分。

▼七尾城史資料館→七尾城
- 七尾城史資料館から旧道（大手道）を経由して本丸まで徒歩約60分、またはタクシー等。

＜車で行く場合＞
- 能越自動車道七尾城山ICより本丸駐車場まで約10分。

本丸駐車場へは国道159号「城山登山口交差点」から石川県道177号城山線経由。
※ ボランティアガイド「はろうななお」による城址ガイドツアーが予約可能。

### 観光施設
七尾城史資料館
- 開館時間：9時から17時（入館は16時30分まで）
- 定休日　：毎週月曜日（祝日の場合は翌日）、祝日の翌日、冬季休館（12月11日から3月10日まで）
- 入館料　：一般200円、中学生以下無料

麓の城跡への登り口にある歴史資料館。七尾城由来の展示品が公開・収蔵されている他、「七尾城攻略戦の図」や七尾城CG映像が公開されている。また「日本100名城スタンプ設置場所」になっている。館前に高橋掬太郎『あゝ七尾城』と『古城』の歌謡碑が建立されている。
懐古館
- 開館時間：9時から17時（入館は16時30分まで）
- 定休日　：毎週月曜日（祝日の場合は翌日）、祝日の翌日、冬季休館（12月11日から3月10日まで）
- 入館料　：一般200円（団体20名以上160円）、高大生160円（団体20名以上120円）、中学生以下は無料

七尾城史資料館に隣接している。古屋敷町の肝煎だった飯田家の邸宅。能登民家の典型的な間取りで、囲炉裏のある部屋は戸を外すと何十畳もの座敷に広がる。
玄関に『九月十三夜』衝立と「松尾城」の松古木、邸内に狩野派『上杉謙信公「九月十三夜」作詩図』屏風。畠山氏所蔵の刀剣が展示されている。邸前には「長谷川等伯生誕之地」の碑、小林一三の七尾での吟行「稲架道を古城にゆくや秋の雨」句碑など。
七尾城山展望台
本丸駐車場から車で5分、徒歩で15分。七尾城跡、和倉温泉など七尾市全域を一望できる展望台。12月にはイルミネーションが点灯している。
2023年9月末に改修工事が完了する予定。

## 祭事・イベント
青柏祭（5月3日-5日）
往時の栄華を偲ばせる。大地主神社で開催される祭礼は、国の重要無形民俗文化財に指定されているほか、ユネスコの無形文化遺産にも登録。
七尾城まつり（9月中旬の土・日）
本丸城址での奉納演舞や神事が執り行われる。七尾市文化ホール（サンライフプラザ）で詩吟大会など各種行事が開催されている。
2023年9月16･17日の七尾城まつりが第82回目となる。